# 사쓰카와 아쓰키
사쓰카와 아쓰키(일본어: 薩川 淳貴, 1997년 8월 12일~)는 일본의 축구 선수이다.

## 구단 경력
그는 2020년 J3리그의 가마타마레 사누키에 입단했다. 2021년까지 39경기에 출전하여, 2득점을 넣었다. 2022년 가고시마 유나이티드 FC로 이적했다. 2023년 J3리그 준우승으로 J2리그로 승격했다. 2024년 J2리그의 오이타 트리니타로 이적했다.